# Labeobarbus rocadasi
Labeobarbus rocadasi är en fiskart som först beskrevs av Boulenger, 1910.  Labeobarbus rocadasi ingår i släktet Labeobarbus och familjen karpfiskar. IUCN kategoriserar arten globalt som otillräckligt studerad. Inga underarter finns listade i Catalogue of Life.